# Gmina zbiorowa Bothel
Gmina zbiorowa Bothel (niem. Samtgemeinde Bothel) – gmina zbiorowa położona w niemieckim kraju związkowym Dolna Saksonia, w Rotenburg (Wümme). Siedziba administracji gminy zbiorowej znajduje się w miejscowości Bothel.

## Podział administracyjny
Do gminy zbiorowej Bothel należy sześć gmin:
1. Bothel
2. Brockel
3. Hemsbünde
4. Hemslingen
5. Kirchwalsede
6. Westerwalsede